# Saint-Barthélemy (Landes)
Saint-Barthélemy é uma comuna francesa na região administrativa da Nova Aquitânia, no departamento Landes. Estende-se por uma área de 5,72 km². Em 2010 a comuna tinha 435 habitantes (densidade: 76 hab./km²).